# Ulrico di Württemberg (1342)
Ulrico di Württemberg (1342 – Grafenau, 23 agosto 1388) è stato un nobile tedesco.

## Biografia
Era figlio di Eberardo II (1315-1392), conte del Württemberg e di Elisabetta di Henneberg-Schleusingen.

## Discendenza
Sposò, nel 1362, Elisabetta di Baviera (1329-1402), figlia del duca Ludovico il Bavaro e di Margherita II di Hainaut.
Nacque un bambino da questa unione:
- Eberardo III (1364-1417), che succedette a suo nonno.

Morto quattro anni prima di suo padre, Ulrico non fu mai conte del Württemberg. Fu sepolto nella Collegiata di Santa Croce a Stoccarda.

## Ascendenza
|                                       |                                        |                                  | Genitori                     |  |  | Nonni |  |  | Bisnonni                  |  |  | Trisnonni |  |
|                                       |                                        |                                  |                              |  |  |       |  |  | Eberardo I di Württemberg |  |  | …         |  |
|                                       |                                        |                                  |                              |  |  |       |  |  | Eberardo I di Württemberg |  |  | …         |  |
|                                       |                                        | …                                |                              |  |  |       |  |  | Eberardo I di Württemberg |  |  |           |  |
| Ulrico III di Württemberg             |                                        |                                  |                              |  |  |       |  |  | Eberardo I di Württemberg |  |  |           |  |
|                                       |                                        | Margherita di Lorena             | …                            |  |  |       |  |  |                           |  |  |           |  |
|                                       |                                        | Margherita di Lorena             | …                            |  |  |       |  |  |                           |  |  |           |  |
|                                       |                                        | Margherita di Lorena             | …                            |  |  |       |  |  |                           |  |  |           |  |
| Eberardo II di Württemberg            |                                        | Margherita di Lorena             |                              |  |  |       |  |  |                           |  |  |           |  |
|                                       |                                        | Teobaldo di Pfirt                | …                            |  |  |       |  |  |                           |  |  |           |  |
|                                       |                                        | Teobaldo di Pfirt                | …                            |  |  |       |  |  |                           |  |  |           |  |
|                                       |                                        | Teobaldo di Pfirt                | …                            |  |  |       |  |  |                           |  |  |           |  |
| Sofia di Pfirt                        |                                        | Teobaldo di Pfirt                |                              |  |  |       |  |  |                           |  |  |           |  |
|                                       |                                        | Caterina di Klingen              | …                            |  |  |       |  |  |                           |  |  |           |  |
|                                       |                                        | Caterina di Klingen              | …                            |  |  |       |  |  |                           |  |  |           |  |
|                                       |                                        | Caterina di Klingen              | …                            |  |  |       |  |  |                           |  |  |           |  |
| Ulrico del Württemberg                |                                        | Caterina di Klingen              |                              |  |  |       |  |  |                           |  |  |           |  |
|                                       | Bertoldo VII di Henneberg-Schleusingen | …                                |                              |  |  |       |  |  |                           |  |  |           |  |
|                                       | Bertoldo VII di Henneberg-Schleusingen | …                                |                              |  |  |       |  |  |                           |  |  |           |  |
|                                       | Bertoldo VII di Henneberg-Schleusingen | …                                |                              |  |  |       |  |  |                           |  |  |           |  |
| Enrico VIII di Henneberg-Schleusingen | Bertoldo VII di Henneberg-Schleusingen |                                  |                              |  |  |       |  |  |                           |  |  |           |  |
|                                       |                                        | Adelaide d'Assia                 | …                            |  |  |       |  |  |                           |  |  |           |  |
|                                       |                                        | Adelaide d'Assia                 | …                            |  |  |       |  |  |                           |  |  |           |  |
|                                       |                                        | Adelaide d'Assia                 | …                            |  |  |       |  |  |                           |  |  |           |  |
| Elisabetta di Henneberg-Schleusingen  |                                        | Adelaide d'Assia                 |                              |  |  |       |  |  |                           |  |  |           |  |
|                                       |                                        | Ermanno di Brandeburgo-Salzwedel | …                            |  |  |       |  |  |                           |  |  |           |  |
|                                       |                                        | Ermanno di Brandeburgo-Salzwedel | …                            |  |  |       |  |  |                           |  |  |           |  |
|                                       |                                        | Ermanno di Brandeburgo-Salzwedel | …                            |  |  |       |  |  |                           |  |  |           |  |
| Giuditta di Brandeburgo-Salzwedel     |                                        | Ermanno di Brandeburgo-Salzwedel |                              |  |  |       |  |  |                           |  |  |           |  |
|                                       |                                        | Anna d'Asburgo                   | Alberto I d'Asburgo          |  |  |       |  |  |                           |  |  |           |  |
|                                       |                                        | Anna d'Asburgo                   | Alberto I d'Asburgo          |  |  |       |  |  |                           |  |  |           |  |
|                                       |                                        | Anna d'Asburgo                   | Elisabetta di Tirolo-Gorizia |  |  |       |  |  |                           |  |  |           |  |
|                                       |                                        | Anna d'Asburgo                   |                              |  |  |       |  |  |                           |  |  |           |  |